# Japão na Copa do Mundo FIFA de 2002
| Japão 9º lugar (eliminado nas oitavas-de-final) | Japão 9º lugar (eliminado nas oitavas-de-final) |
| ----------------------------------------------- | ----------------------------------------------- |
| \| Oficial \| Alternativo \|                    |                                                 |
| Associação                                      | JFA                                             |
| Confederação                                    | AFC                                             |
| Participação                                    | 2ª                                              |
| Melhor resultado                                | 9º lugar (2002, 2010 e 2022)                    |
| Treinador                                       | Philippe Troussier                              |
| Oficial                                         | Alternativo                                     |

A Seleção Japonesa de Futebol participou de sua segunda Copa do Mundo FIFA na condição de anfitriã da edição de 2002 juntamente com a Coreia do Sul, não precisando disputar as eliminatórias.

## Antecedentes
Eliminado na primeira fase da Copa de 1998, o Japão trocou de treinador: Takeshi Okada foi substituído por Philippe Troussier, ex-jogador de Angoulême, Red Star, Rouen e Stade de Reims e que tinha feito sua carreira de técnico principalmente na África. Sob o comando do francês, os Samurais Azuis venceram a Copa da Ásia de 2000 e foram vice-campeões da Copa das Confederações no ano seguinte.

## Jogadores convocados
Dos 22 jogadores que disputaram a Copa de 1998, Troussier convocou 8 remanescentes: Yoshikatsu Kawaguchi, Yutaka Akita, Hidetoshi Nakata, Hiroaki Morishima, Toshihiro Hattori, Shinji Ono, Masashi Nakayama e Seigo Narazaki, que assumiu a titularidade do gol japonês em 2002, e também incluiu na lista o meia Daisuke Ichikawa, cortado 4 anos antes. Porém, não convocou outros jogadores que disputaram as eliminatórias, como Teruyoshi Ito, Yasuhiro Hato, Shunsuke Nakamura, Naohiro Takahara, Daisuke Oku, Atsuhiro Miura, Hiroshi Nanami, Yuji Nakazawa, Tatsuhiko Kubo, Yoshiteru Yamashita, Chikara Fujimoto, Kenichi Uemura, Shoji Jo e Shigeyoshi Mochizuki. O Kashima Antlers foi o clube com mais convocados (6), seguido pelo Shimizu S-Pulse (4 atletas), enquanto 4 jogadores atuaram no futebol europeu: Kawaguchi (Portsmouth), Ono (Feyenoord), Nakata (Parma) e Junichi Inamoto (Arsenal).
O brasileiro Alessandro Santos, que obteve a cidadania japonesa em 2001, também foi convocado. Ichikawa foi o jogador mais novo da lista (22 anos), enquanto Nakayama, aos 34, era o mais velho da equipe, que teve média de idade de 25,42 anos.
| Número | Jogador              | Posição       | Clube                |
| ------ | -------------------- | ------------- | -------------------- |
| 1      | Yoshikatsu Kawaguchi | Goleiro       | Portsmouth           |
| 12     | Seigo Narazaki       | Goleiro       | Nagoya Grampus Eight |
| 23     | Hitoshi Sogahata     | Goleiro       | Kashima Antlers      |
|        |                      |               |                      |
| 2      | Yutaka Akita         | Defensor      | Kashima Antlers      |
| 3      | Naoki Matsuda        | Defensor      | Yokohama F. Marinos  |
| 4      | Ryuzo Morioka        | Defensor      | Yokohama Marinos     |
| 6      | Toshihiro Hattori    | Meio-campista | Júbilo Iwata         |
| 16     | Kōji Nakata          | Defensor      | Kashima Antlers      |
| 17     | Tsuneyasu Miyamoto   | Defensor      | Gamba Osaka          |
|        |                      |               |                      |
| 5      | Junichi Inamoto      | Meio-campista | Arsenal              |
| 7      | Hidetoshi Nakata     | Meio-campista | Parma                |
| 8      | Hiroaki Morishima    | Meio-campista | Cerezo Osaka         |
| 14     | Alex                 | Meio-campista | Shimizu S-Pulse      |
| 15     | Takashi Fukunishi    | Meio-campista | Júbilo Iwata         |
| 18     | Shinji Ono           | Meio-campista | Feyenoord            |
| 19     | Mitsuo Ogasawara     | Meio-campista | Kashima Antlers      |
| 20     | Tomokazu Myojin      | Meio-campista | Kashiwa Reysol       |
| 21     | Kazuyuki Toda        | Meio-campista | Shimizu S-Pulse      |
|        |                      |               |                      |
| 9      | Akinori Nishizawa    | Atacante      | Cerezo Osaka         |
| 10     | Masashi Nakayama     | Atacante      | Júbilo Iwata         |
| 11     | Takayuki Suzuki      | Atacante      | Kashima Antlers      |
| 13     | Atsushi Yanagisawa   | Atacante      | Kashima Antlers      |

## Desempenho

### Primeiro ponto, primeira vitória em Copas e classificação
Sorteado no grupo H juntamente com Bélgica, Rússia e Tunísia, a Seleção Japonesa fez sua estreia no torneio contra a Bélgica em Saitama com um objetivo: não ser o primeiro país-sede a perder o primeiro jogo. A partida teve como destaque o gol de bicicleta de Marc Wilmots, que abriu o placar. Takayuki Suzuki empatou 2 minutos depois, aproveitando passe de Ono. Inamoto virou para 2 a 1, mas Peter van der Heyden fez o gol de empate aos 30 minutos do segundo tempo. Este resultado entrou para a história da Seleção Japonesa, que marcou seu primeiro ponto na competição, classificado por Troussier como "precioso".
Contra a Rússia, o Japão fez 2 mudanças: Tsuneyasu Miyamoto entrou na vaga de Ryuzo Morioka e assumiu a braçadeira de capitão e Tomokazu Myojin substituiu Ichikawa. Mesmo com Nakata em outra atuação apagada, os Samurais Azuis abriram o placar aos 6 minutos da segunda etapa, após Kōji Nakata cruzar, Yanagisawa dominou a bola e Inamoto apareceu para mandá-la às redes de Ruslan Nigmatullin, para festa dos 66.108 torcedores que acompanhavam a partida no Estádio Internacional de Yokohama.
Aos 3 minutos do segundo tempo, Morishima abriu o placar e Nakata desencantou na Copa ao balançar as redes de Ali Boumnijel aos 29 minutos. Com a vitória, o Japão terminou a primeira fase na liderança do Grupo H, com 7 pontos, contra 5 da Bélgica, e enfrentaria a Turquia nas oitavas-de-final.

## Eliminação para a Turquia
Para enfrentar a Seleção Turca, Troussier colocou Alex no time titular, formando dupla de ataque com Nishizawa. A Turquia abriu o placar aos 12 minutos, depois que Ergün Penbe cobrou escanteio e Ümit Davala mandou para o gol de Narazaki, recuando posteriormente e apostando nos contra-ataques. No segundo tempo, Alex e Inamoto foram substituídos - o brasileiro naturalizado não escondeu sua frustração com a decisão de Troussier em tirá-lo da partida. Mesmo com o recuo dos turcos, o Japão teve poucas chances na segunda etapa e foi eliminado.

## Pós-campanha
Após a participação japonesa, Philippe Troussier deixou o comando da seleção e ficou emocionado ao anunciar sua saída. Para seu lugar, foi contratado o brasileiro Zico, a quem o francês desejou sorte.
Além do treinador, Morishima, Nishizawa, Myojin, Toda e Ichikawa deixaram de ser convocados após 2002, enquanto Nakayama, Akita, Hattori, Sogahata e Morioka disputariam seus últimos jogos pela Seleção Japonesa em 2003. Para a Copa de 2006, Zico optou em convocar 11 atletas: Kawaguchi, Kōji Nakata, Ono, Hidetoshi Nakata, Fukunishi, Alex, Narazaki, Miyamoto, Ogasawara, Yanagisawa e Inamoto, além de convocar Nakazawa, Nakamura e Takahara. Dos remanescentes da Copa de 2002, apenas Kawaguchi, Narazaki e Inamoto seriam lembrados para a Copa de 2010.